# ズーランダー NO.2
『ズーランダー NO.2』（ZOOLANDER 2 or ZOOLANDER NO. 2）は2016年公開のアメリカ合衆国のコメディ映画である。2001年の、ベン・スティラー監督・主演作『ズーランダー』の続編。

## キャスト
※括弧内は日本語吹替
- デレク・ズーランダー - ベン・スティラー（堀内賢雄）
- ハンセル - オーウェン・ウィルソン（森川智之）
- ムガトゥ - ウィル・フェレル（岩崎ひろし）
- ヴァレンティーナ・ヴァレンシア - ペネロペ・クルス（井上喜久子）

インターポールの女性捜査官。
- アレクザーニャ・エイトーズ - クリステン・ウィグ（森夏姫）
- デビルDJ - ジャスティン・セロー
- VIP - フレッド・アーミセン（多田野曜平）
- マチルダ - クリスティーン・テイラー（松本梨香）
- デレク・Jr - サイラス・アーノルド（松本梨香）
- トッド - ネイサン・リー・グレアム（多田野曜平）
- オール - ベネディクト・カンバーバッチ（三上哲）
- ドン・アタリ - カイル・ムーニー（菅原淳一）
- カティンカ - ミラ・ジョヴォヴィッチ
- アダム - アレクサンダー・スカルスガルド
- キーファー・サザーランド - 本人（小山力也）
- ジャスティン・ビーバー - 本人
- ジム・レーラー - 本人（岩崎ひろし）
- ビリー・ゼイン - 本人
- ケイティ・ペリー - 本人
- スティング - 本人（加藤亮夫）
- SM嬢 - アリアナ・グランデ
- ニール・ドグラース・タイソン - 本人（近藤浩徳）
- スキップ・テイラー - ジョン・マルコヴィッチ
- スーザン・サランドン - 本人
- レニー・クラヴィッツ - 本人
- スティーブン・ホーキング - 本人
- アナ・ウィンター - 本人（佐伯美由紀）

日本語吹替その他：笹森亜希、本田裕之、藤井剛、石井ゆかり、藤高智大、澤崎アケミ
日本語版制作スタッフ 演出：川合茂美、翻訳：尾形由美、制作：東北新社

## スタッフ
- 監督：ベン・スティラー
- 製作：ベン・スティラー、スチュアート・コーンフェルド、スコット・ルーディン、クレイトン・タウンゼント
- 製作総指揮：ジェフ・マン
- 脚本：ジャスティン・セロー、ベン・スティラー、ジョン・ハンバーグ、ニコラス・ストーラー
- 撮影：ダニエル・ミンデル
- プロダクションデザイン：ジェフ・マン
- 衣装デザイン：リーサ・エヴァンス
- 編集：グレッグ・ヘイデン
- 音楽：セオドア・シャピロ
- 音楽監修：ジョージ・ドレイコリアス

## 評価
ノンバイナリーのキャラクターを演じたベネディクト・カンバーバッチは後のインタビューで「あの役について本当にたくさんの論争が巻き起こりました。今なら理解できます」と問題点を理解しているとコメントしている。